# Capo Corvo
(Gabriele D'Annunzio, Alcyone, Meriggio)
Capo Corvo, altrimenti detto punta Corvo, è la propaggine sul mar Ligure della catena del monte Caprione che si eleva tra Bocca di Magra e il golfo della Spezia. 

## Descrizione
Il promontorio del Caprione costituisce anche l'estremo limite orientale della Riviera Ligure, andando a dividerla geograficamente dalla costa apuana. 
Oltre a Punta Corvo che si eleva nella parte sud-occidentale, Punta Bianca costituisce l'estremità meridionale del promontorio. 
Di fronte alla costa vi sono alcuni scogli affioranti: lo scoglio Corvaccino e lo scoglio Viciatello a sud-ovest e lo scoglio Muginara a sud-est.
Il luogo ospita un monastero sul pendio che domina la foce del fiume Magra ed è legato ad un episodio dell'esilio dantesco.

## Origine del nome
Tolomeo chiama Lunae promontorium la punta estrema oggi detta Capo Corvo.
Fazio degli Uberti è stato tra i primi a citare la località nella sua celebre opera del Dittamondo; poco più tardi anche Francesco Petrarca menziona il luogo avanzando l'ipotesi che la denominazione potesse derivare dalla colorazione scura del territorio.

## Curiosità
Per l'allacciamento alla rete telegrafica internazionale, nel 1854 fu posato il primo cavo telegrafico subacqueo tra La Spezia (Punta Corvo) e la Corsica (Capo Corso). Durante la posa fra Spezia e la Corsica, la nave addetta all'operazione incontrò una tremenda tempesta che fece a lungo temere la perdita dei cavi. Invece, per fortuna, essi tennero bene il fondo.

## Galleria d'immagini

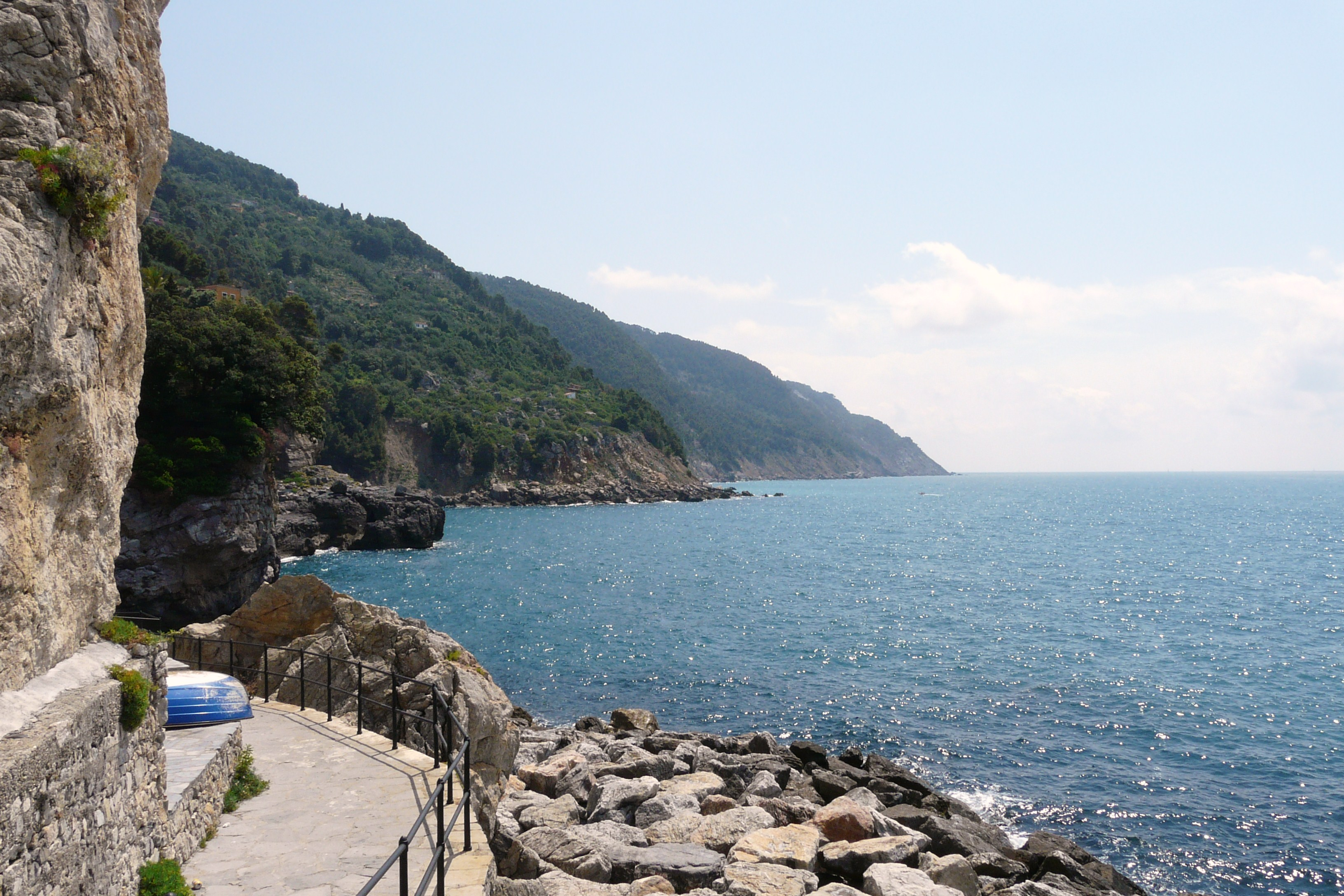
Il promontorio di Capo Corvo visto da Tellaro
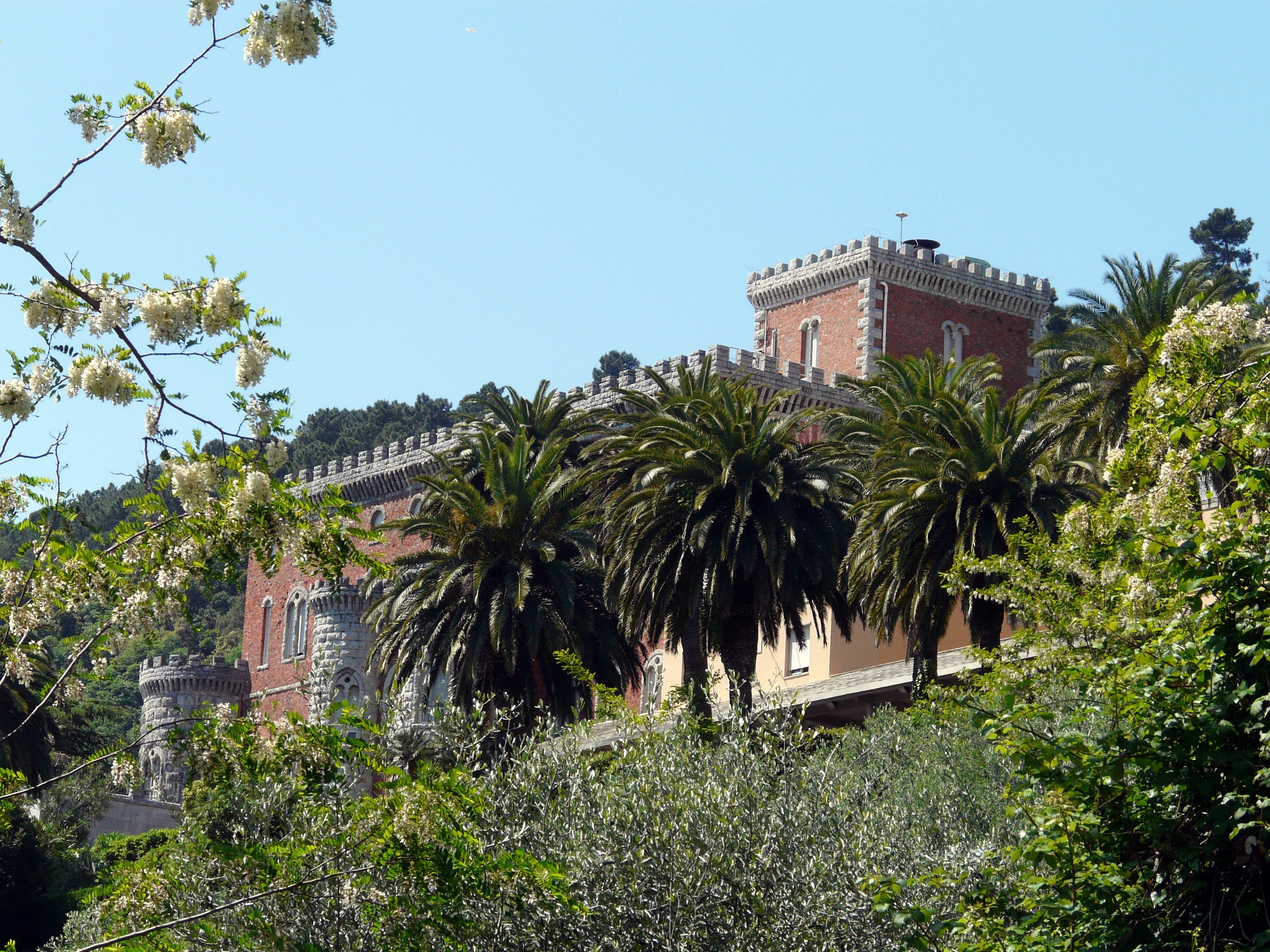
Il Monastero di Santa Croce del Corvo